# Peneothello sigillata
La balia neoguineana alibianche (Peneothello sigillata (De Vis, 1890)) è un uccello della famiglia dei Petroicidi originario della Nuova Guinea centrale e orientale.

## Tassonomia
Descritta dal naturalista inglese Charles Walter De Vis nel 1890, la balia neoguineana alibianche appartiene alla famiglia dei cosiddetti «pettirossi australasiatici», i Petroicidi o Eopsaltridi. Gli studi sull'ibridazione del DNA condotti da Charles Sibley e Jon Ahlquist spinsero gli studiosi a classificare questo gruppo nel parvordine dei Corvida, che comprende molti Passeriformi tropicali e australiani, tra i quali i Pardalotidi, i Maluridi, i Melifagidi e i Corvidi. Tuttavia, grazie a ricerche molecolari più recenti, è stato scoperto che i Petroicidi appartengono invece a uno dei rami più antichi dell'altro parvordine degli Oscini, i Passerida (o uccelli canori «avanzati»).
Attualmente vengono riconosciute tre sottospecie di balia neoguineana alibianche:
- P. s. saruwagedi (Mayr, 1931) (Nuova Guinea nord-orientale);
- P. s. quadrimaculata (van Oort, 1910) (Nuova Guinea centro-occidentale);
- P. s. sigillata (De Vis, 1890) (Nuova Guinea centro-orientale e sud-orientale).

## Descrizione
Con una lunghezza di 14–15 cm, la balia neoguineana alibianche adulta presenta un piumaggio nero, ma con le ali in gran parte bianche. I sessi sono identici. Becco e zampe sono neri, e gli occhi marrone scuro. Gli esemplari giovani sono ricoperti da un piumaggio variabile marrone striato.

## Distribuzione e habitat
La balia neoguineana alibianche occupa gran parte della Nuova Guinea (sia in territorio indonesiano che papua), specialmente sui monti Bismarck, nella regione del monte Hagen e nella penisola di Huon. Vive nelle foreste pluviali montane, tra i 2400 e i 3900 m di quota; a quote inferiori è rimpiazzata dalla balia neoguineana blu-antracite.

## Biologia
Nelle foreste nelle quali abita si incontra in coppie o in piccoli gruppetti, composti da più esemplari, tra il sottobosco o sul terreno. È insettivora, ma si nutre anche di semi. Il nido, piuttosto voluminoso e a forma di coppa, viene costruito alla biforcazione di un tronco.